# Marjorie Clarková
Marjorie Rees Clarková, později Smithová (6. listopadu 1909 – 15. června 1993), byla jihoafrická atletka, která startovala na olympijských hrách v letech 1928 a 1932. Narodila se v Bulweru, v provincii KwaZulu-Natal. V roce 1928 na LOH skončila na pátém místě. Zúčastnila se také soutěže na 100 m, ale skončila v semifinále. O čtyři roky později v roce 1932 získala bronzovou medaili na 80 m překážek.